# هانس زاكس
هانس زاكس (1494 - 1576م) هو شاعر ألماني.
نظم الكثير من الأغاني والقصائد والمسرحيات. من أشهر مسرحياته: «الطالب المتشرّد في الفردوس» Der Forend Schuler im Paradis.

## روابط خارجية
- هانس زاكس على موقع IMDb (الإنجليزية)
- هانس زاكس على موقع الموسوعة البريطانية (الإنجليزية)
- هانس زاكس على موقع ميوزك برينز (الإنجليزية)
- هانس زاكس على موقع ديسكوغز (الإنجليزية)
- هانس زاكس على موقع قاعدة بيانات الفيلم (الإنجليزية)